# 大口舌鰨
大口舌鰨為輻鰭魚綱鰈形目鰨亞目舌鰨科的其中一種，為熱帶魚類，分布於印度洋印度半鹹水、海域，體長可達17.3公分，棲息在沙泥底質底層水域，以底棲性無脊椎動物為食，生活習性不明，可做為食用魚。

## 扩展阅读
維基物種上的相關：大口舌鰨